# Le Censeur du lycée d'Épinal

Le Censeur du lycée d'Épinal est un téléfilm français réalisé par Marc Rivière et diffusé le 17 février 1997.

## Synopsis
Jean Denamur, censeur du lycée d'Épinal, mène une vie triste et morne auprès d'une épouse professeur de violon. Par hasard, il recroise son vieux pote de lycée, Julien Dessales, qu'il a perdu de vue depuis vingt-cinq ans. Cette rencontre apporte un souffle de fraîcheur dans l'existence terne du censeur...

## Fiche technique
- Réalisation : Marc Rivière
- Scénario : Michel Fessler, Marc Rivière
- Durée : 90 minutes
- Pays :  France

## Distribution
- Jean-François Balmer : Jean Denamur
- Patrick Chesnais : Julien Dessales
- Laure Duthilleul : Marianne Denamur
- Sylvie Joly : Irène Moreau
- Anne Roumanoff : Sylviane
- Muriel Kenn : la pâtissière
- Delphine Zentout : Maud
- Louis Navarre : le proviseur
- Pierre-Arnaud Juin : Guyard
- Jean-Paul Bonnaire : Tarzan
- Philippe Bouclet : Francis Delorme
- Patrick Palmero : directeur des Buissons Serains
- François Viaur : photographe
- Marianne Caron : infirmière
- Roland Attal : coiffeur